# هربرت هيل
هربرت هيل (بالإنجليزية: Herbert Hill)‏ هو نقابي وسياسي أمريكي، ولد في 24 يناير 1924، وتوفي في 15 أغسطس 2004.